# Маратуса
Маратуса (грч. Μαραθούσσα) је насељено место у општини Полигирос у периферији Средишња Македонија, Грчка. Према попису из 2021. године било је 295 становника.
Према бугарском географу и историчару, Василу Канчову, у Маратуси је 1900. године живело 300 Грка и 100 Турака. 
Македонски историчар Тодор Симовски бележи да је Маратуса била турско село. Двадесетих година 20. века турско становништво је принудно исељено у Турску а на њихово место је насељено 49 грчких избегличких породица, којих је на попису из 1928. године било 213. Село се раније звало Доња Равна.